# Anton von Magnis

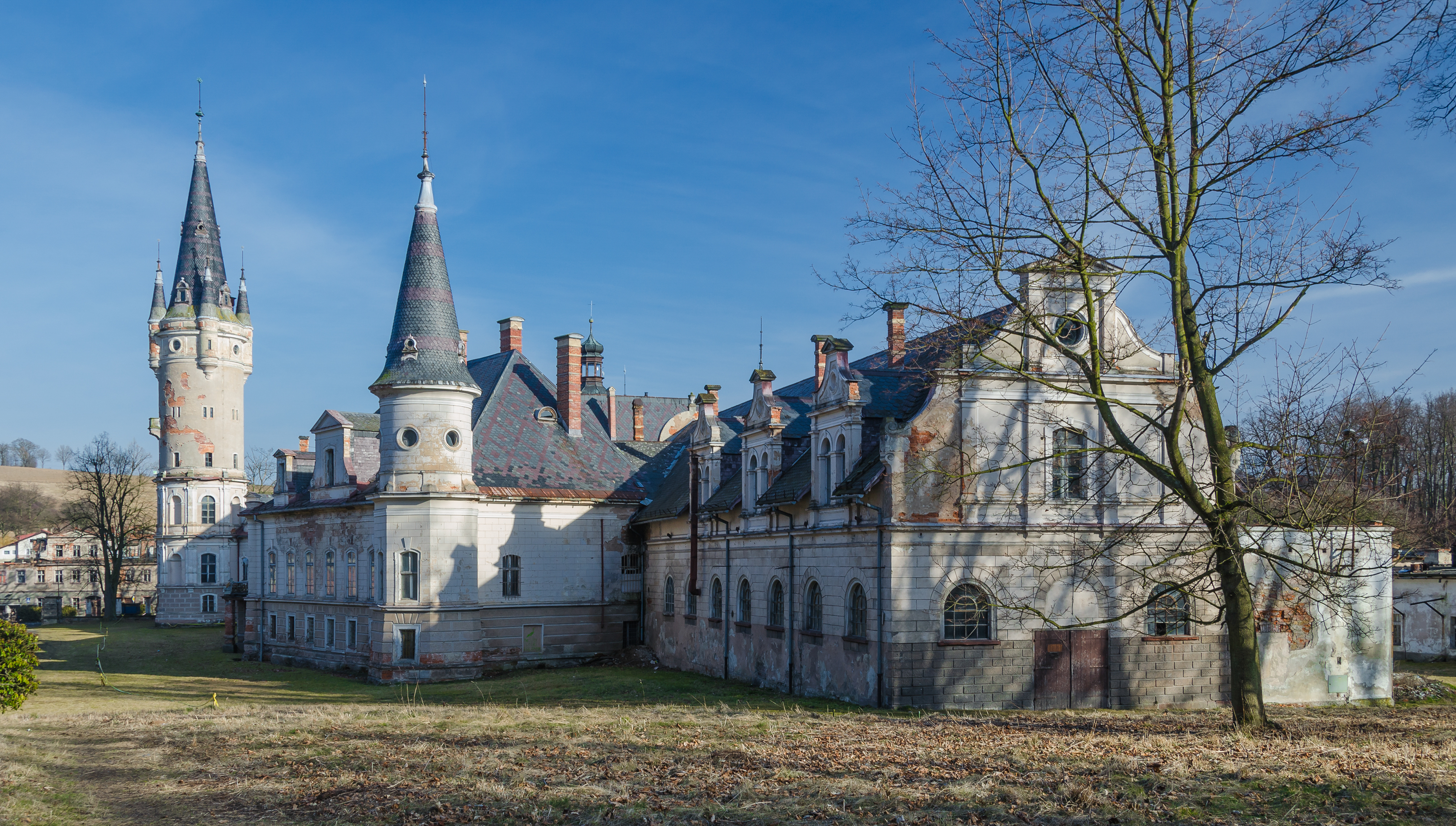
Pałac w Bożkowie – główna siedziba rodu Magnisów

Anton von Magnis (ur. 27 maja 1786 w Eckersdorfie, zm. 6 lutego 1861 tamże) – niemiecki arystokrata, hrabia, posiadacz ziemski, przemysłowiec.
Urodził się jako najstarszy syn Antona Alexandra von Magnis (1751–1817) i jego żony Antoniny Alexandry Louisy von Götzen. Po śmierci ojca na mocy umowy z bratem Wilhelem von Magnisem odziedziczył dobra w Bożkowie, Nowej Rudzie, Ścinawce Średniej, Wambierzycach, Czerwieńczycach, Wojborzu i Woliborzu. W 1820 r. poślubił w Wiedniu Sophie von Stadion-Warthausen. Kontynuował dzieło gospodarcze swojego ojca, rozbudowując m.in. w 1835 r. cukrownię w Bożkowie. W 1848 r. odziedziczył główny majątek rodowy morawskiej linii Magnisów w Strażnicy, który przekazał synowi Filipowi. Zmarł w 1861 r. w bożkowskim pałacu.

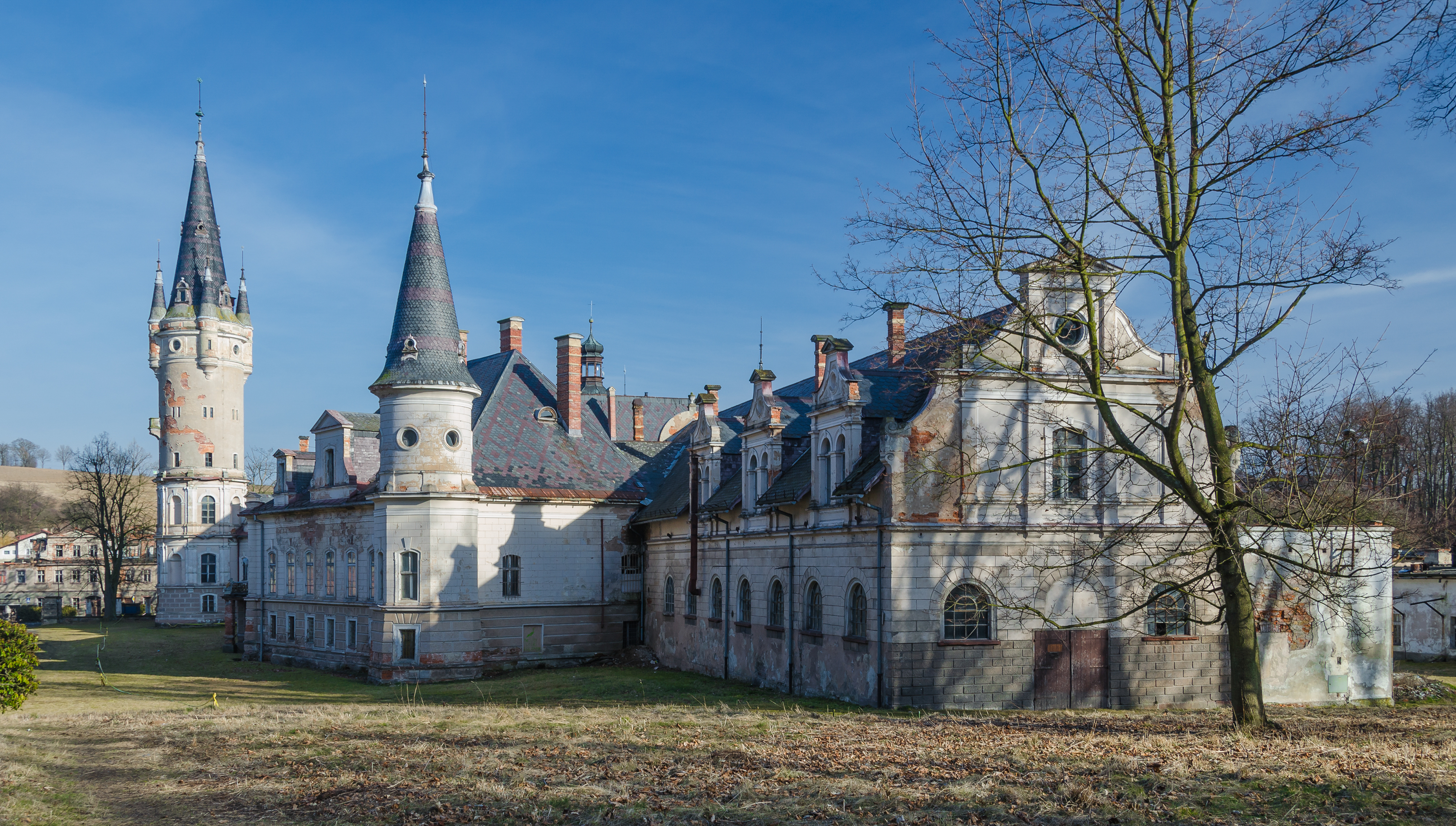
Pałac w Bożkowie
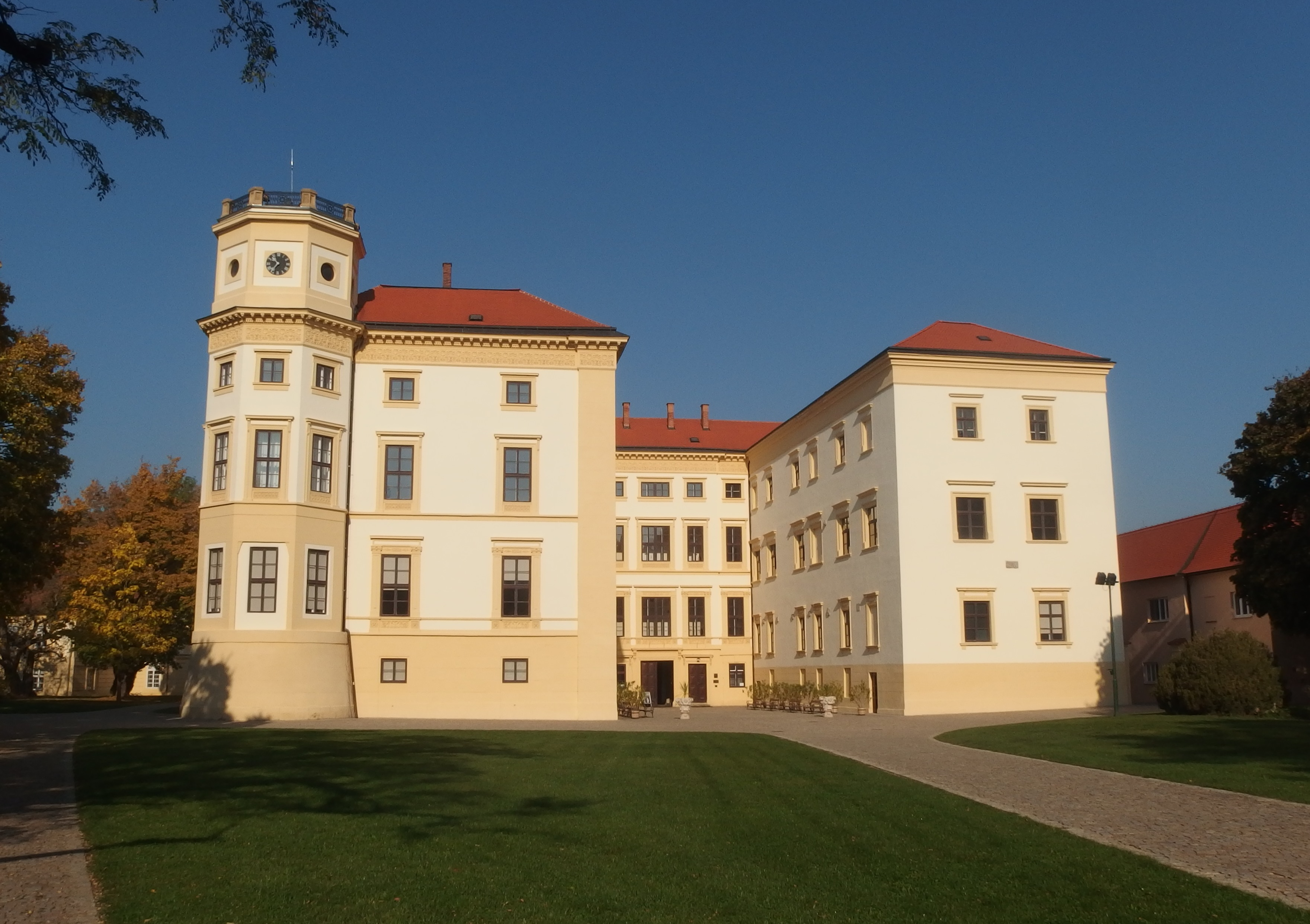
Zamek w Strážnicach